# 도야마 FM 방송

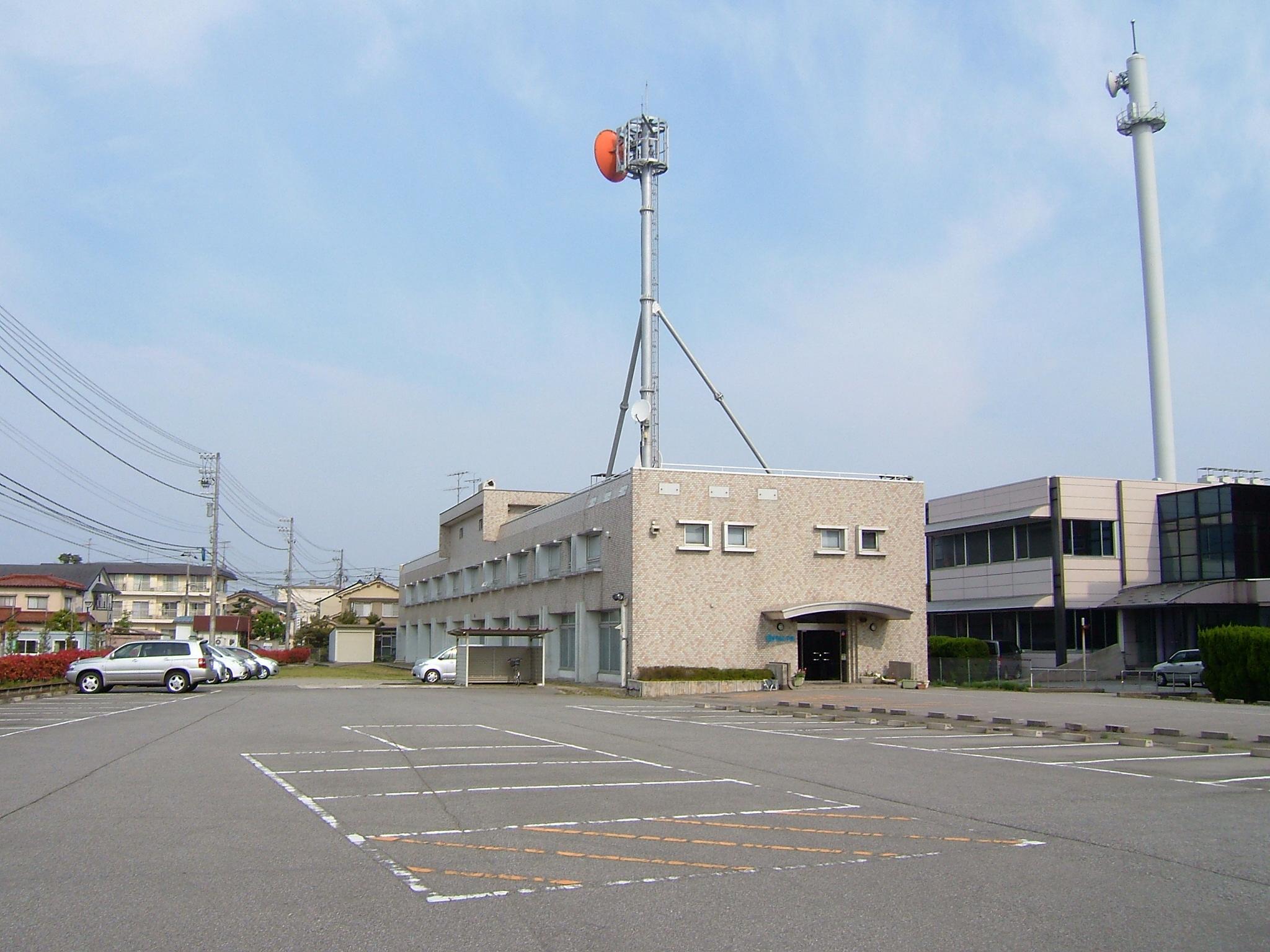
도야마 FM 방송

도야마 FM방송은 일본의 FM라디오 방송국으로 1985년 4월 1일 개국했으며 도야마현에서 방송을 실시하고 있다.
JFN에 가맹했으며 애칭은 FM도야마(FMとやま), 콜사인은 JOOU-FM이다.

## 연혁
- 1984년 4월 23일 - 회사 설립
- 1985년 4월 1일 - 일본 14번째 민영 FM방송국으로 개국
- 1992년 7월 5일 - 재팬 엑스포 도야마 행사장에 이벤트 방송국 "JET - FM (애칭:피치FM, 79.1MHz)" 개설.
- 1995년 4월 1일 - FM 문자다중방송 개시
- 2014년 3월 31일 - FM 문자다중방송 종료

## 주파수
- 도야마 방송국:82.7MHz(출력:1kW)
- 우나즈키 중계국:85.8MHz(출력:10W)
- 후쿠미쓰 중계국:84.6MHz(출력:10W)

## 보충서술
- 이시카와현의 FM방송국 FM이시카와의 개국이 늦어져 FM도야마 개국 이후 몇 년 동안 이 방송국을 청취한 이시카와현 거주 청취자가 많았으며 지금도 FM이시카와에서 하지 않는 방송을 듣기 위해 이 방송을 듣는 이시카와 현 청취자들이 있다,
- 90년대에는 애니메이션이나 게임과 관련된 라디오 방송도 하고 있었다.
- 90년대 중반 튤립 TV를 통해 텔레비전 동시방송을 한 적이 있었다.
- 매년 9월 1일 전후로 평일 9시부터 11시까지 기타니혼 방송과 공동 제작한 방재정보 특별 프로그램을 방송하고 있다.
- 도야마현의 자동차 보급율이 높아서인지 자동차 보험 광고를 많이 방송하고 있다.

## 도야마현에 있는 다른 텔레비전·라디오 방송국
- NHK 도야마 방송국
- 기타니혼 방송(KNB)(TV는 니혼 TV 계열, 라디오는 JRN・NRN 계열)
- 튤립 TV(TUT)(도쿄 방송 계열)
- 도야마 TV 방송(BBT)(후지 TV 계열)